# Zevenbladgist
Zevenbladgist (Protomyces macrosporus) is een ascomycete-schimmel in de familie Taphrinaceae. Het vormt gallen op zevenblad, fluitenkruid, gewone engelwortel, wilde peen en enkele andere leden van de schermbloemenfamilie (Apiaceae).